# Josef Riegler (Politiker, 1938)

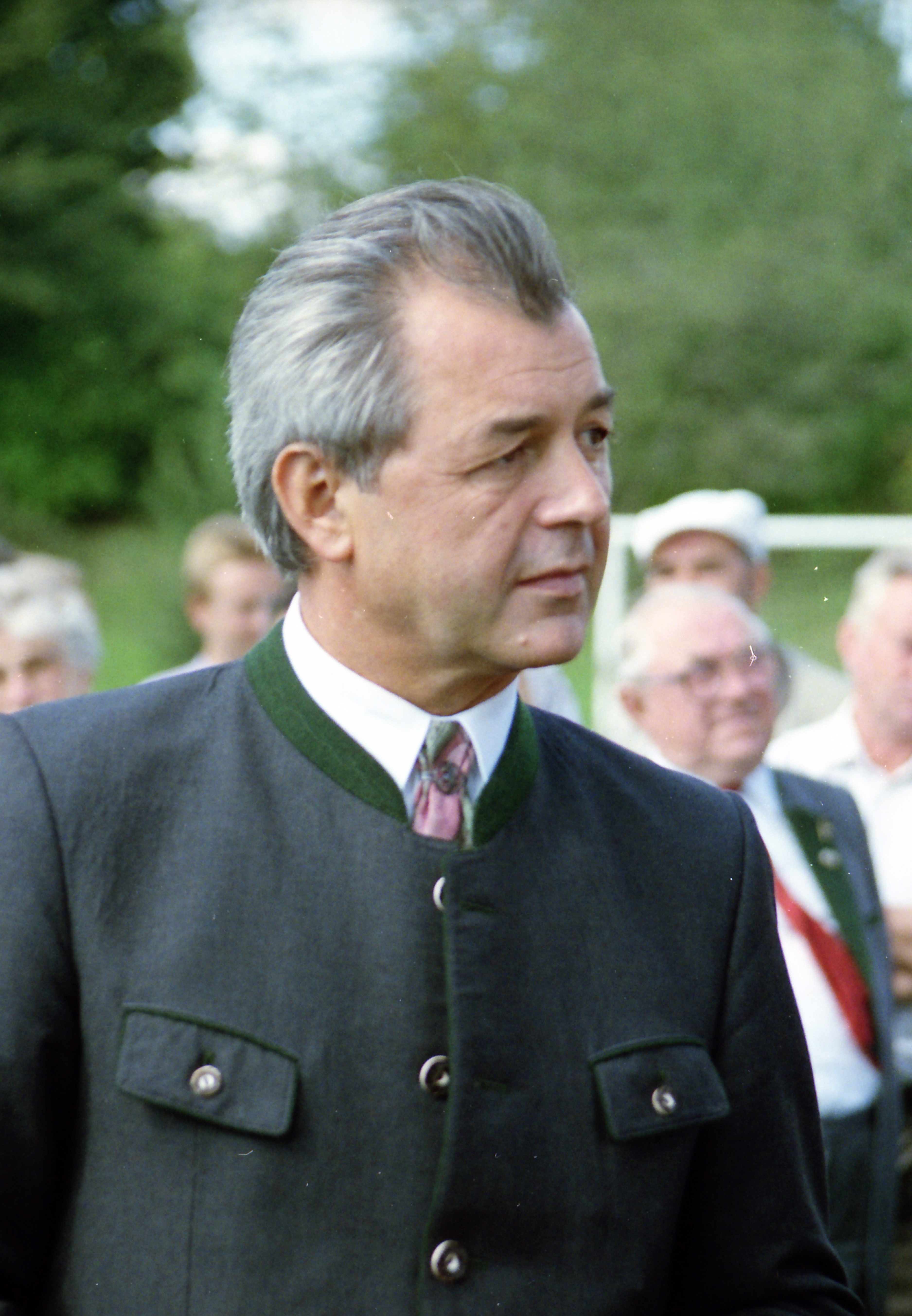
Josef Riegler (1990)

Josef Riegler (* 1. November 1938 in Judenburg) ist ein österreichischer Politiker der ÖVP und derzeit in der ökologischen Gesellschaftspolitik tätig. Er war von 1987 bis 1991 Minister und Vizekanzler in zwei österreichischen Bundesregierungen und von 1989 bis 1991 Bundesparteiobmann der Österreichischen Volkspartei.

## Leben
Riegler wuchs auf einem kleinen Bergbauernhof bei Judenburg in der Steiermark auf, studierte auf der damaligen Hochschule für Bodenkultur Wien und wurde zunächst landwirtschaftlicher Fachlehrer, Generalsekretär der Katholischen Aktion und Direktor der Landwirtschaftlichen Fachschule Stainz. Über die Hochschülerschaft und die Katholische Aktion fand er in den Steirischen und später Österreichischen Bauernbund; zu dieser Zeit war er auch Abgeordneter zum Österreichischen Nationalrat. Als Landesrat für Umwelt, Landwirtschaft und Wohnbau kehrte er vorübergehend in die Steiermark zurück.
Von Jänner 1987 bis April 1989 war er Bundesminister für Land- und Forstwirtschaft. Mit der Regierungsumbildung vom 24. April 1989 (Bundesregierung Vranitzky III) wurde er Vizekanzler (das Amt hatte er bis zum 2. Juli 1991 inne) und Bundesminister für Föderalismus und Verwaltungsreform (bis 22. Oktober 1991).
Um das Jahr 1986 prägte er gemeinsam mit Walter Heinzinger den Begriff der Ökosozialen Marktwirtschaft, die den Umweltschutz als politische Kategorie in die Soziale Marktwirtschaft mit einbezieht. Diese Konzeption verfolgt er weiterhin in der Global Marshall Plan Initiative, deren österreichischer Koordinator er ist. Josef Riegler ist Ehrenpräsident des Ökosozialen Forums und im Beirat Förderverein Ökologische Steuerreform. Außerdem ist Riegler seit 1986 Ehrenmitglied der Katholischen österreichischen Studentenverbindung Liechtenstein Judenburg im Mittelschüler-Kartell-Verband.

## Auszeichnungen (Auswahl)
- 2020: Ehrenring des Landes Steiermark[3]